# António Viana Barreto
António Facco Viana Barreto (Lisboa, 15 de fevereiro de 1924 – 12 de maio de 2012) foi um arquiteto paisagista português.

## Biografia
Entre a sua obra destacam-se:
- O jardim da Torre de Belém, oficialmente jardim António Viana Barreto, (Lisboa) (1954)[2]
- Os jardins da Biblioteca Nacional de Portugal (Lisboa)[2]
- Os jardins da Fundação Calouste Gulbenkian, com Gonçalo Ribeiro Telles[2]
- A remodelação da Quinta das Conchas e Lilases, no Lumiar (Lisboa)[2]

António Viana Barreto fez igualmente carreira na Administração Pública em serviços como a Direção-Geral dos Serviços de Urbanização e a Direção-Geral de Planeamento Urbanístico, tendo sido Diretor-Geral de Ordenamento do Ministério da Qualidade de Vida.

## Prémios
Juntamente com Ruy Jervis Athouguia, Alberto Pessoa, Gonçalo Ribeiro Teles e Pedro Cid ganhou o Prémio Valmor 1975, pelo conjunto arquitetónico: Sede, Jardins e Museu da Fundação Calouste Gulbenkian.
A 28 de novembro de 2024, foi agraciado, a título póstumo, com o grau de Grande-Oficial da Ordem do Mérito.